# Sebastian Seidl
Pour les articles homonymes, voir Seidl.
Sebastian Seidl est un judoka allemand né le 12 juillet 1990 à Nürtingen. Il a remporté la médaille de bronze de l'épreuve par équipes aux Jeux olympiques d'été de 2020 à Tokyo.